# Parandrita konae
Parandrita konae är en skalbaggsart som beskrevs av Sharp in Sharp och Scott 1908. Parandrita konae ingår i släktet Parandrita och familjen ritsplattbaggar. Inga underarter finns listade i Catalogue of Life.